# 申根信息系统
申根信息系统（英語：Schengen Information System），欧盟申根协议签约国用于记录和共享被捕、移民、失物等信息的电脑系统。
该系统储存的信息涉及正在犯罪或未来可能犯罪，正在或未来可能为犯罪提供证据的人员的个人信息。目前该信息系统已经包括了1百万人的个人信息，包括他们的姓名，职业，政治倾向和性取向等等。一个新的更加复杂的版本正在计划之中，以处理更加复杂的信息和更多的接入点，新的系统可能将包括指纹、照片、DNA图谱等信息。整个欧洲的各级警署和边境官员在执行例行检查的时候可以看到每个人的个人材料。
该信息系统受到很多个人和组织的反对，认为该系统侵犯了个人隐私权。